# Deep 13
Deep 13 is een fictieve plek uit de Amerikaanse televisieserie Mystery Science Theater 3000. Het is een ondergronds verblijf, en — in de eerste zeven seizoenen van de serie — de plek waar de slechteriken (Mads) verblijven.

## De rol van Deep 13
Dr. Clayton Forrester, Dr. Laurence Erhardt, TV's Frank en Pearl Forrester verblijven, in de seizoenen dat zij respectievelijk optreden, in Deep 13. Het is een kelder van het Gizmonic Institute en, volgens voormalig conciërge Joel Robinson, radioactief omdat hij zich dicht bij de atoomkern van het instituut bevond. Het werd door dr. Forrester gebruikt om zijn slechte experimenten uit te voeren.
Toen de serie bij seizoen 8 naar Sci-Fi-Channel verhuisde, werd Deep 13 afgedankt. Dr. Forrester verloor zijn financieringen, en was derhalve gedwongen Deep 13 te sluiten en weer bij zijn moeder in te trekken. De slechteriken namen toen eerst tijdelijk hun intrek in de ruimte, maar verhuisden al snel naar Castle Forrester. De laatste verschijning van Deep 13 was in aflevering 706 (Laserblast).
In seizoen 8 verscheen wel een aangepaste versie van Deep 13 genaamd “Deep Ape”. Toen de Satellite of Love naar het jaar 2525 werd gehaald, probeerden Mike en de robots contact te zoeken met Deep 13. In plaats daarvan kregen ze contact met Deep Ape, het oude Deep 13 dat nu was overgenomen door intelligente apen. Deep Ape bestond maar vier afleveringen, daar de planeet al snel werd opgeblazen door Mike.

## Achter de schermen
In tegenstelling tot de Satellite of Love had de set voor Deep 13 niet 1 vaste locatie. De set werd telkens opbouwd als er weer opnames waren, en werd daarna afgebroken en opgeslagen. Deep 13 heeft drie keer een verandering qua uiterlijk ondergaan in de serie.

## Verwijzingen
- Joel Hodsgon geeft uitleg, o.a. over de rol van Deep 13

Personages: Joel Robinson · Mike Nelson · Crow T. Robot · Tom Servo · Gypsy · Cambot · Magic Voice · Dr. Clayton Forrester · Dr. Laurence Erhardt · TV's Frank · Pearl Forrester · Professor Bobo · Observer

Plaatsen: Satellite of Love · Deep 13 · Castle Forrester

Media: Afleveringen · specials · De film · internetserie

Spin-offs: RiffTrax · The Film Crew · Cinematic Titanic